# Moskevský strážní pes
Moskevský strážní pes (rusky: московская сторожевая, anglicky: Moscow Watchdog) je psí plemeno vyšlechtěné v někdejším Sovětském svazu jako služební plemeno pro Rudou armádu.

## Historie

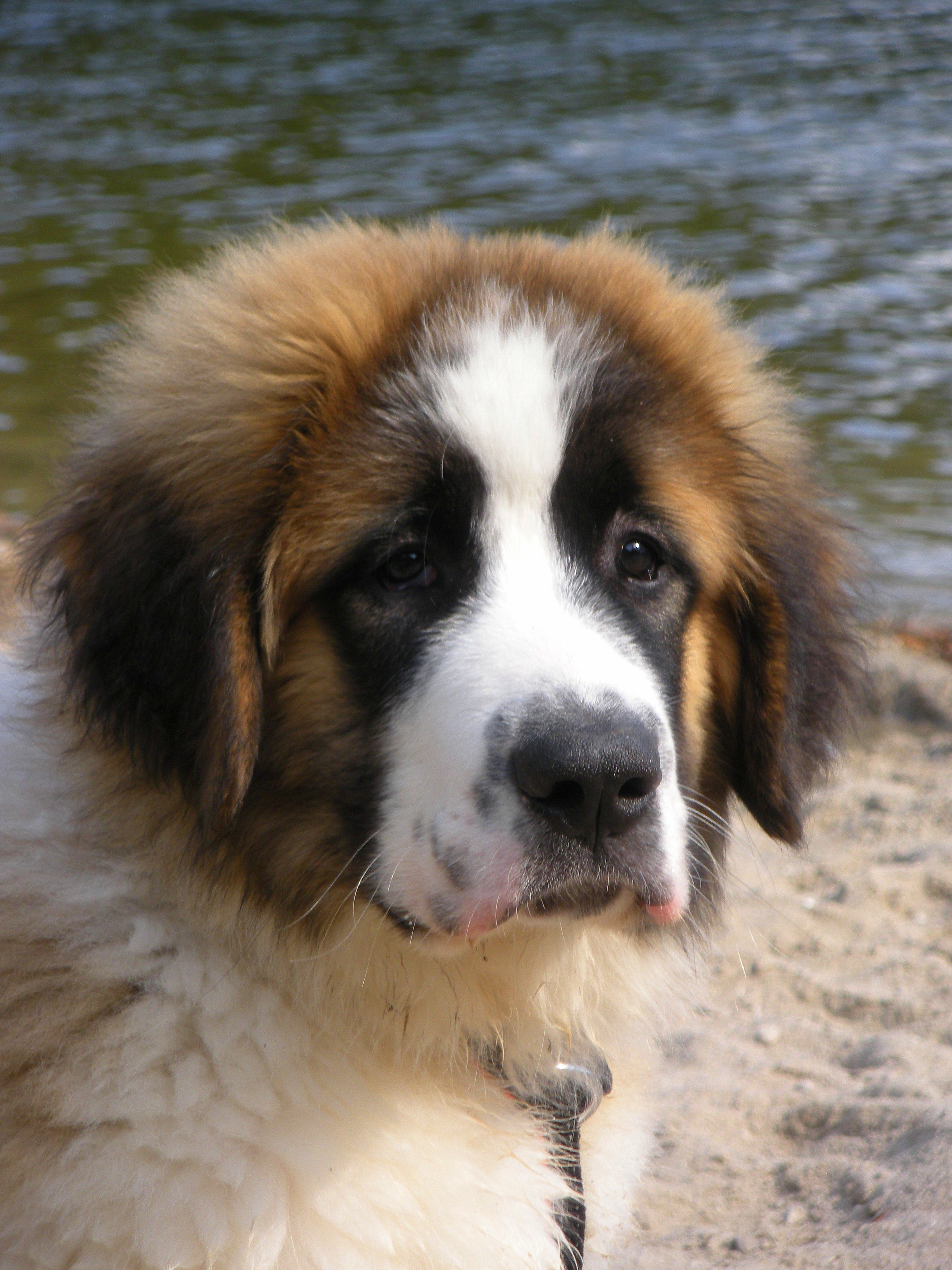

První jedinci vznikli ze spojení kavkazského ovčáka a feny bernardýna  a to hlavně pro potřeby Rudé armády, především hlídání objektů, výjimečně i záchranářské práce. V prosinci 1985 bylo plemeno uznáno Ruskou kynologickou federací a došlo ke stanovení pravidel jeho chovu. Později došlo k aktualizaci standardu plemene (především byla vyškrtnuta horní hranice výšky), ale až v roce 1992 byl podepsán šlechtiteli plemene v Krásné hviezdě. FCI dodnes toto plemeno neuznává.

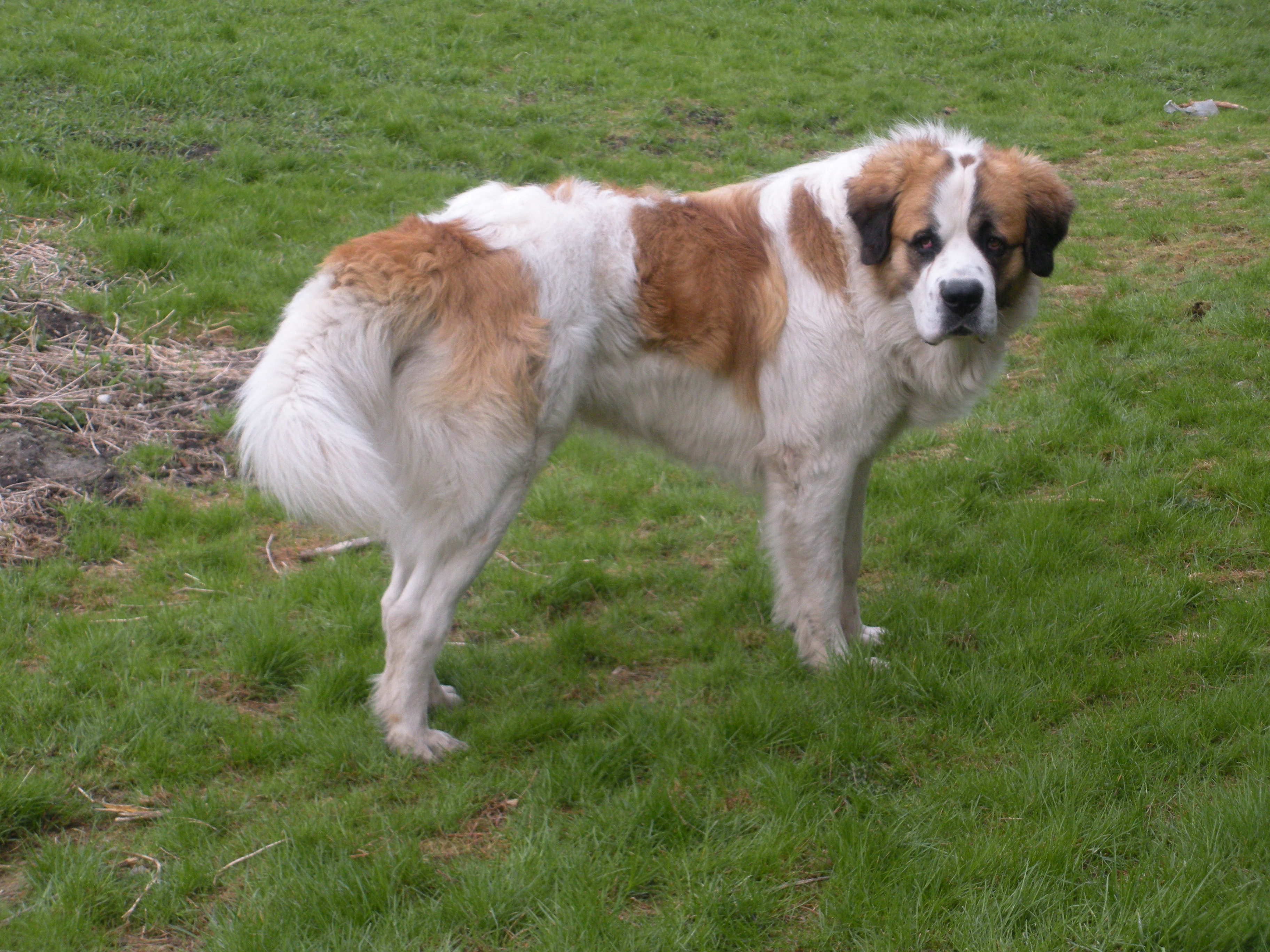

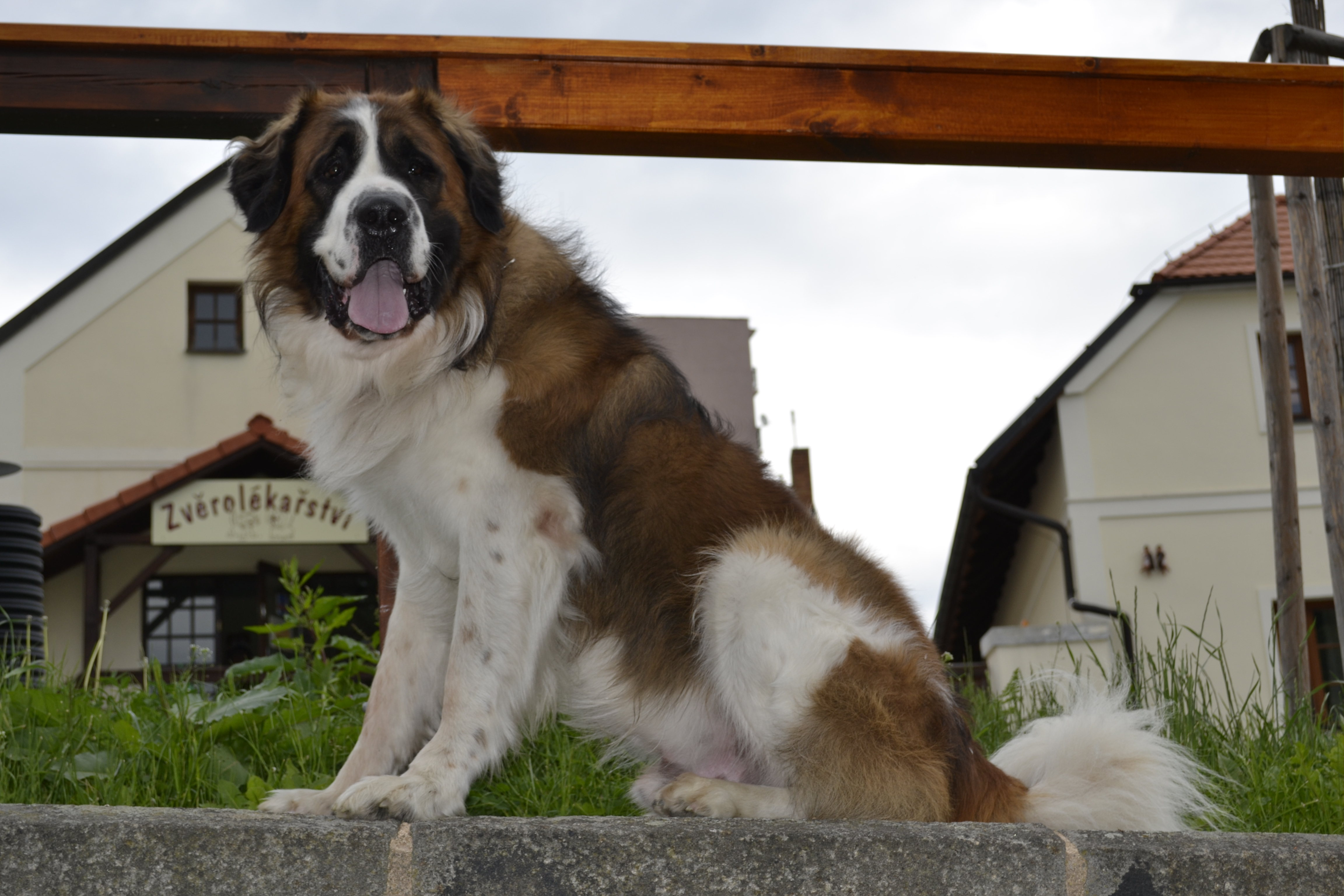

K soukromým chovatelům se toto plemeno dostávalo jen velmi obtížně, většinou si ho mohl vzít např. psovod, který odcházel do civilu. Většinou se sem pak dostávali pouze jednotlivci s neurčitým původem . Do bývalého Československa se toto plemeno dostalo rovněž vojenskou cestou. Major, který sloužil v sovětské armádě si s sebou do Československa přivezl psa i fenu, kteří měli dvě štěňata. Fenka pak měla dva vrhy, které tvoří spolu s importovanými jedinci ze země původu, ale i z Polska, vytvořily základnu plemene v Československu.
V Česku se momentálně (prosinec 2014) nachází asi 10 chovatelských stanic . Většina z nich je stále aktivní a proto se toto plemeno i u nás rozvíjí. Největší stanicí a zároveň nejdéle fungující v České republice, která se hlavně zasloužila o rozšíření tohoto plemene u nás je stanice Ruský medvěd. Nejpočetnější stanice jsou v Rusku, armáda ho ale již nevyužívá.

## Charakteristika

### Vzhled
Celkový vzhled: Moskevský strážní pes je velkého vzrůstu, silné kostry, masivní, s dobře vyvinutým svalstvem, vytrvalý, nenáročný na chov v různých klimatických podmínkách, nedůvěřivý k cizím, doporučuje se pro strážní a jiné druhy služeb.
Výška v kohoutku: Nejcharakterističtější výška pro psy je 77 až 78 cm a pro feny 72 až 73 cm, spodní hranice u psů je nejméně 68 cm, u fen 66 cm, horní hranice výšky není dána.
Hlava: Hlava je velká, mohutná, široká v lebeční části, s dosti hlubokým přechodem od čela k široké mordě, zuby jsou velmi silné, velké s nůžkovým skusem, řezáky jsou v jedné linii. Uši zavěšené, trojúhelníkového tvaru, silné u kořene, pevně přiléhající předním krajem k lícním kostem.
Tělo: Hrudník je hluboký, široký, dlouhý s okrouhlými žebry, který se viditelně rozšiřuje k zadní části. Končetiny jsou přímé a paralelní, tlapy jsou velké a kulaté. Ocas je vysoko nasazen, u kořene silný, při vzrušení se zvedá nad linii zad.
Srst: Srst je hrubá, delší, těsně přiléhající, hustá, s dobře vyvinutou podsadou. U psů jsou více vyvinuty okrasné chlupy, které jsou vidět na krku v podobě hřívy a za ušima, na nohou a na ocase.
Barva: Zbarvení je rezavé s bílou - plášťové, skvrnitě bílé s rezavými nebo šedohnědými plotnami. Hruď, přední končetiny do výše lokte, zadní do bérce a konec ocasu jsou bílé. Tmavé "brýle" zakrývající vnitřní koutek oka. Povinné je tmavší zbarvení na hlavě než na těle.

### Povaha
Moskevský strážní pes je ostražitý, přátelský a milý pes. Svoji rodinu dobře chrání a v případě, že je něco v nepořádku, umí zakročit. Je trochu těžkopádný, ale má rád pohyb. Lehce se cvičí protože je vnímavý a učenlivý, pokud ale svého psovoda neuznává jako "vůdce smečky", může se zdát tvrdohlavý a paličatý. Má dobrou paměť a cviky, které se již naučí, není nutné často procvičovat . Svoji rodinu miluje a velmi k ní přilne. Chce s ní být pořád v kontaktu a proto, třebaže zima mu nevadí, je lepší ho mít v domě. Je rád v centru dění.
Je to ideální hlídač, přestože ho jen málo uslyšíte štěkat — k návštěvám je nedůvěřivý a má silný stisk. Pokud mu ale dáte najevo, že cizí člověk je vítaný, nemá problém ho přijmout do rodiny. Má velmi rád děti a dětské hry mu nevadí, leckteré jejich hry přetrpí. Kontakt s ostatními zvířaty sice nevyhledává, ale je lehké je seznámit, protože je k nim mírumilovný. Není ani přehnaně dominantní, takže je možné chovat jej ve smečce s jinými psy.

## Péče
Péče o moskevského strážního psa není složitá. Srst tohoto plemene není moc přiléhavá a je dlouhá a hustá. Líná 2x do roka (na jaře a na podzim), v tomto období je potřeba ji často česat. Líná extrémně, proto je vhodné mu podávat lososový nebo olivový olej. Pokud nelíná, stačí jeho srst 1x týdně vyčesat. Mytí srsti nevadí.
Výcvik i výchova musí být důsledné (co mu zakážete jednou, to tak musí zůstat). Neplatí na něj bití, spíše naopak. Je to plemeno známé tím, že je od narození čistotné, ale jsou i výjimky. Hodí se i pro začátečníka.
Pohyb nevyžaduje, ale umí se přizpůsobit dennímu režimu svých psovodů. Do té doby, než mu bude minimálně 1 rok se ale jeho klouby nesmí přetěžovat dlouhými procházkami, protože je náchylný k dysplazii kyčelních kloubů. Stejně tak dobře pro něj nebude ani obezita, která ještě zhorší problémy s klouby. Neměl by se moc nadřít ve velkém horku, kdy je náchylný na úpal a dehydrataci. Nehodí se pro běhání při kole, krom toho je ale vhodný pro všechny typy pohybu. Nehodí se pro většinu psích sportů, protože je více těžkopádný.